# 게르다 (음악 그룹)
게르다는 대한민국의 음악 그룹이다. 2019년 1집 앨범 [Tide]로 데뷔했다.

## 방송
- 락쿵 (2022) - Top47

## 음반
- Tide (2019)
- The Uprooted (2019)
- Horizon (2021)
- Didi (2021)
- THE POST-ROCK (히피토끼 컴필레이션) (2022)
- Glacial mind (2023)

## 공연
- 게르다 단독 콘서트［Snow Sequence］ (2023)